# Mathikoloni
Mathikoloni es un pueblo perteneciente al distrito de Limasol, Chipre. La ubicación original del pueblo estaba más al oeste, pero debido a un terremoto el gobierno chipriota creó un nuevo asentamiento en su ubicación actual. El antiguo asentamiento está abandonado.

## Superficie
Cuenta con una superficie de 14,39 kilómetros cuadrados.

## Demografía
Hasta 2021 la población era de 200 habitantes, con una densidad de población de 13,90 habitantes por kilómetro cuadrado.
| Gráfica de evolución demográfica de Mathikoloni entre 1976 y 2021                    |
|                                                                                      |
| Datos según Population statistics of Eastern Europe & former USSR y City Population. |